# U (超市)
U是一家总部位于法国兰日斯的大型零售商。

## 历史
1894年，面包商奥古斯特·朱埃尔（Auguste Juhel）在法国西部城市萨沃奈开设“日常面包”（Le Pain Quotidien）店铺，此后该面包店开设成为全国性的连锁店，至1920年，法国境内约有300家“日常面包”店，其经营范围也从糕点食品延伸为百货。1924年，“日常面包”更名为“Unico”。1975年，“Unico”更名为“U”。

## 运营
截至2021年12月，U在法国境内设有超过1,500家商场。U超市在不同规模的店铺有着不同的命名：
- Hyper U：经营面积超过2,500平方米的商铺
- Super U

## 赞助商
U参与了多个体育团体及项目的赞助。